# Dolle Mina
Dolle Mina (Mad Mina) fue un grupo feminista que surgió de la Juventud Socialista en 1969, activo entre 1970 y 1978, que hizo campañas en defensa de la igualdad de derechos entre hombres y mujeres. El nombre es un homenaje a  Wilhelmina Drucker una de las primeras feministas de Holanda. El grupo realizó campañas activistas, protestas y publicaciones para promover el derecho de las mujeres al aborto, la igualdad de remuneración por el mismo trabajo, el cuidado de los menores e incluso el acceso a los baños públicos inicialmente sólo para hombres.

## Antecedentes
En la primera ola del feminismo en Holanda, entre 1880-1925, la lucha feminista se centraba el luchar por el sufragio femenino y defender el derecho de las mujeres a la educación y al acceso a la universidad. El activismo bajó de intensidad al lograrse los principales objetivos y tras la crisis económica de 1930. En los años de guerra de 1939 a 1945 cambió el pensamiento sobre el papel de las mujeres fortalecido en países como Inglaterra, Alemania o Estados Unidos desplegadas en fábricas para reemplazar a los hombres que sirvieron en el ejército. En los años de la posguerra, la situación de nuevo parcialmente revertida. Las mujeres que trabajaban en fábricas fueron enviadas a sus hogares, fueron expulsadas de los sindicatos y otras organizaciones de la sociedad civil y se impuso una nueva moralidad que encerraba de nuevo a las mujeres en su casa donde supuestamente eran felices cuidando a maridos e hijos de manera no remunerada y organizando el hogar. En los Países Bajos, las mujeres trabajadoras eran despedidas al casarse, ya que no tenían derecho a realizar actos jurídicos y, por tanto, estaban incapacitadas para firmar un contrato. En los años sesenta especialmente en los países occidentales se originó un nuevo movimiento feminista reaccionando a la insatisfacción con la posición social otorgada a la mujer sumado a la libertad que procuraba la  píldora anticonceptiva que hizo posible controlar embarazos.  
En este periodo marcado por la denominada segunda ola del feminismo en los Países Bajos el grupo activista Dolle Mina tuvo especial protagonismo.  

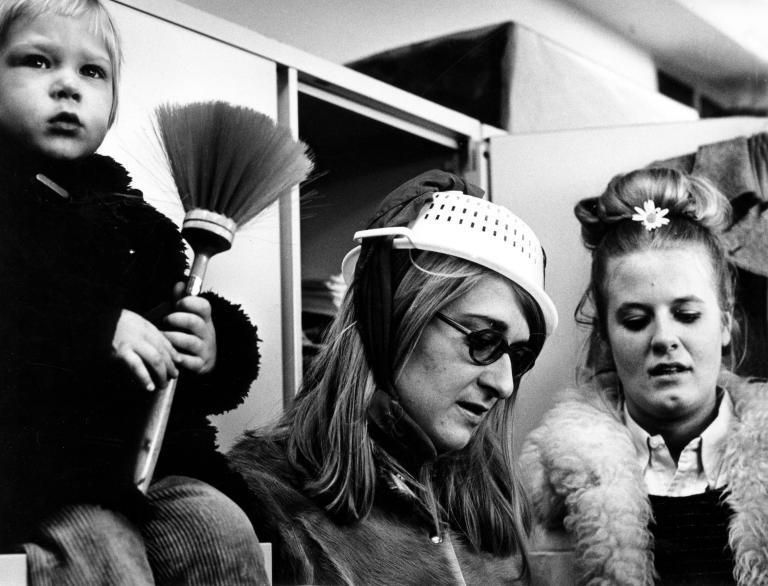
Dolle Mina en 1970

En otoño de 1969 los iniciadores fueron Dunya Verwey, Michel Korzec, Alex Korzec y Rita Hendriks. Poco después se sumaron entre otros Anne Marie y su esposo Philippens Huub. Formaron parte de la primera etapa de Dolle Mina:  Nora Rozenbroek, Friedl Baruch, Claudette van Tricht, Selma Leydesdorff, Marjan Sax, Miklos Racz en Loes Mallée, en Henriëtte Schatz. Durante la ocupación de Maagdenhuis a principios de ese año, Dunya Verwey había notado que quienes hablaban habitualmente eran los hombres activistas. Selma Leydesdorff vio que solo las mujeres preparaban sándwiches. Casi al mismo tiempo, Nora Rozenbroek, Rita Hendriks y su esposo Alex Korzec enfrentaron en su trabajo y vida cotidiana las consecuencias prácticas de la desigualdad entre hombres y mujeres. Dolle Mina pudo llamar la atención sobre los derechos desiguales de hombres y mujeres con divertidas campañas públicas.  
Desde octubre de 1968, existía el grupo Man Vrouw Maatschappij (MVM) (Sociedad Hombre Mujer) uno de los grupos de acción simpatizantes del Partido Laborista que quería influir en el parlamento y la administración pública para mejorar los derechos de las mujeres y su posición en la sociedad. Quienes fundaron Dolle Mina consideraban a MVM como un club conformista que formaba parte excesivamente del orden establecido y optaron por otros objetivos y métodos. Algunos miembros de Dolle Mina consideraron que MVM era demasiado reformista: se veían a sí mismos como miembros de un nuevo "movimiento básico" una nueva "base" que quería un cambio más fundamental en la sociedad. Consideraban que debería haber una sociedad socialista democrática. Todo tipo de grupos en la base de la sociedad ("la base") tuvieron que movilizarse. Esta estrategia grupal básica fue la línea también establecida en ese momento por el movimiento estudiantil (incluido Ton Regtien).

## Acciones
El grupo de Ámsterdam ideó todo tipo de acciones con un gran sentido de publicidad. La primera acción fue la ocupación del castillo de Nijenrode el 23 de enero de 1970, que albergaba la Escuela de Negocios, que hasta ese momento rechazaba la presencia de mujeres en sus aulas. Nora Rozenbroek lideró la acción. El mismo día terminó con la quema pública de un corsé frente a la estatua de Wilhelmina Drucker (inspiradora del nombre "Dolle Mina" adoptado por el grupo), siguiendo la estela de la primera ola de feministas que quemaron sus corsés en público. La acció fue recogida en todos los periódicos y por la noche se informó en el programa de noticias Brandpunt, donde Rita Hendriks pronunció palabras de advertencia para hombres solteros en la calle.

### Transmisión en televisión
El 24 de enero de 1970, el segundo día de acción, comenzó con un grupo dirigiéndose a una pareja de novios frente al ayuntamiento de Ámsterdam con una paráfrasis sobre "donde la sinceridad se hizo realidad ...". Fue filmado por la VPRO. Luego, el grupo viajó por la ciudad para atar los baños de los hombres con cintas rosas (no había baños públicos para las mujeres) para exigir el "púlpito". Se instaló una mini guardería en Beursplein, después de lo cual el grupo Dolle Mina recorrió el centro de Ámsterdam, siguiendo a los hombres y gritando a las mujeres cuando a menudo cruzaban la calle.

### Revistas femeninas

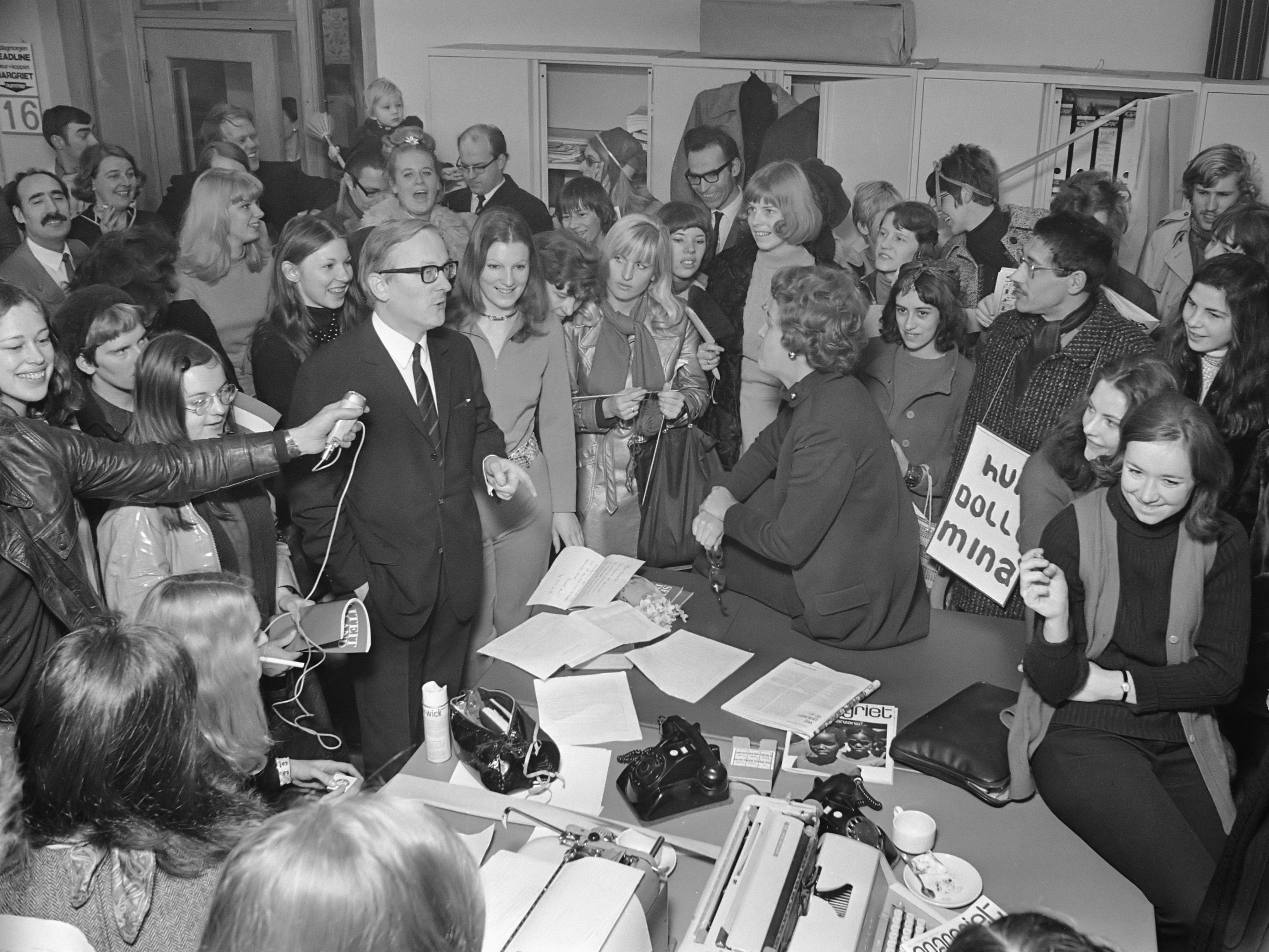
Dolle Mina en la redacción de la revista Margriet (1970)

El 20 de febrero de 1970, un grupo invadió las oficinas de De Illustrated Press bajo el lema "Hay un aliento de revistas de mujeres" (entre otras revistas la editorial distribuía la revista Margriet). Los editores de Margriet fueron rociados con ambientadores y se exigió que la revista dejara de  mantener a la mujer "dulce con secciones acogedoras, recetas e historias románticas".

## Origen del nombre
Selma Leydesdorff descubrió en los archivos que el apodo de Wilhelmina Drucker, feminista socialista de la primera ola del feminismo, era 'Mina de hierro'. Nora Rozenbroek, que veía casi todos los días la estatua de Wilhelmina Drucker en el sur de Ámsterdam, sugirió la variación más amigable para las mujeres Dolle Mina. Anteriormente se sugirieron nombres como 'Barbarella' y 'Dulle Griet', pero se convirtió en 'Dolle Mina', un ícono para un estilo de vida moderno. El origen de este nombre no es indiscutible: el cofundador de Dolle Mina, Michel Korzec, niega que Selma Leydesdorff hubiera inventado el nombre.

## Crecimiento del movimiento
Las campañas provocaron una ola de publicidad, no solo en los Países Bajos, sino también en la prensa internacional. Se tuvo que establecer un servicio telefónico permanente para procesar el flujo de simpatía y registro de las personas que también querían formar parte del movimiento. Se aconsejó a las mujeres (y a los hombres) que establecieran sus propios grupos donde residían, y eso sucedió en todas partes del país. Las numerosas campañas creativas llevaron a la prensa a informar sobre Dolle Mina, sus opiniones y objetivos.
En las semanas y meses que siguieron, diferentes grupos de Dolle Mina en el país llevaron a cabo campañas en todas partes. Fueron acompañados por entrevistas en periódicos locales. Las líderes de acción aparecieron en todo tipo de reuniones. Durante las elecciones de Cinemiss en Utrecht, Dolle Mina secuestró al cineasta Pim de la Parra en el sótano del Ayuntamiento de Utrecht. En respuesta a este secuestro, De Telegraaf publicó el titular 'Dolle Mina secuestra hombres' en la página principal. Una de las fotos más famosas fue la de una redada en un congreso de ginecólogos de Dolle Mina con una barriga desnuda en la que estaba escrito "jefa de su propia barriga". Dolle Mina de Ámsterdam viajó por la ciudad y el país para hablar en reuniones organizadas en departamentos o centros comunitarios. También aparecieron en la Universidad Libre de Bruselas y una noche en Volksunie en Amberes. Todo tipo de apariciones televisivas siguieron en los Países Bajos y en Alemania. Por iniciativa de Nestlé, un grupo de Dolle Mina fue a Bonn, la entonces capital de la República Federal. Allí se reunieron en un barco en el Rin con políticos, fabricantes de revistas y especialmente con mujeres que habían contactado a Dolle Mina en Ámsterdam desde Alemania. Los informes aparecieron en el canal de televisión alemán y en las grandes revistas ilustradas. En colaboración con Renate Rubinstein, Dolle Mina hizo un gran suplemento para la revista femenina Margriet. Su propia revista, Evolution, una revista cruzada, con el mismo título que la revista Wilhelmina Drucker, fue vendida en la calle.
Michel Korzec visitó Estados Unidos en el verano de 1970, donde se familiarizó con el recientemente establecido Movimiento de Liberación de las Mujeres (Women's Lib) y el movimiento del Poder Negro, entre otros. De esta manera, se familiarizó con el método de autoconciencia del movimiento cívico y de mujeres de los Estados Unidos, mediante el cual las víctimas se reunían en pequeños grupos y se empoderaban personalmente mediante el intercambio de experiencias. Los nuevos métodos permearon el nuevo movimiento feminista y de emancipación y llevaron a Dolle Mina a animar a las mujeres a pedir a los hombres que se retiraran o que establecieran nuevos grupos para trabajar de manera más efectiva. Otra razón para esta solicitud fue que los hombres en Dolle Mina también tenían un importante protagonismo como portavoces y tenían una importante influencia en la toma de decisiones.

### Subgrupos
Se crearon varios subgrupos en los Países Bajos. El 'grupo de aborto' que hizo campaña por la legalización del aborto tuvo un gran éxito. Hennie de Swaan tuvo un importante papel. También estaba Broodje mee', que quería promover opciones de alojamiento para niños. La fotógrafa Eva Besnyö tuvo un papel clave en el grupo de acción. En 1974, se creó el grupo de acción independiente Wij Vrouwen Eisen (WVE) para legalizar el aborto.

### Congresos
En abril de 1970 Dolle Mina tenía 1630 miembros. Para la mayoría de sus partidarias, Dolle Mina fue, ante todo, la encarnación de sus sentimientos de insatisfacción sobre la situación de las mujeres y no, como querían algunos miembros del grupo central, una organización de mujeres marxistas: "Una niña consciente es una perla en la lucha de clases". Se constató en el primer congreso nacional de Dolle Mina en abril de 1970: la mayoría de las y los congresistas no estaban a favor de un programa de izquierda en ese momento. Sin embargo, se hizo más hincapié en la educación política de acuerdo con los principios socialistas y el cambio de "la base" en la base marxista desde adentro. El importante acento socialista que varios miembros querían dar al grupo de acción llevó a una creciente insatisfacción entre muchos de los primeros Dolle Mina. El segundo congreso nacional, en abril de 1971, terminó en una lucha indecisa entre las reivindicaciones de los derechos de las mujeres y las contradicciones de género, por un lado, y las contradicciones sociales socialistas y las luchas de clases, por otro. En una reunión celebrada poco después de este congreso en Ámsterdam, un buen número de Dolle Mina se retiró oficialmente.

### Desarrollo de Dolle Mina
Después de un tiempo, el grupo de Ámsterdam comenzó a buscar oportunidades para organizar el movimiento. Se organizaron congresos en los que se discutieron las contradicciones entre las tendencias más anarquistas y marxistas y donde los diferentes grupos del país tomaron medidas contra el 'liderazgo central' en Ámsterdam que estaría dominado por hombres. En torno a 1972, surgieron otros grupos y divisiones feministas de Dolle Mina, como Paarse September, un grupo de lesbianas con Maaike Meijer como portavoz, Vrouwenkollektief con Anneke van Baalen y Vrouwenhuis (una escuela técnica vacante en Nieuwe Herengracht, Ámsterdam). Muchas partidarias se unieron a los 'grupos de conversación' de mujeres y/o hicieron activismo en otras organizaciones. Como resultado, Dolle Mina como grupo pasó a un segundo plano, pero sus ideas, análisis y métodos se desarrollaron y propagaron en un movimiento mucho más amplio.

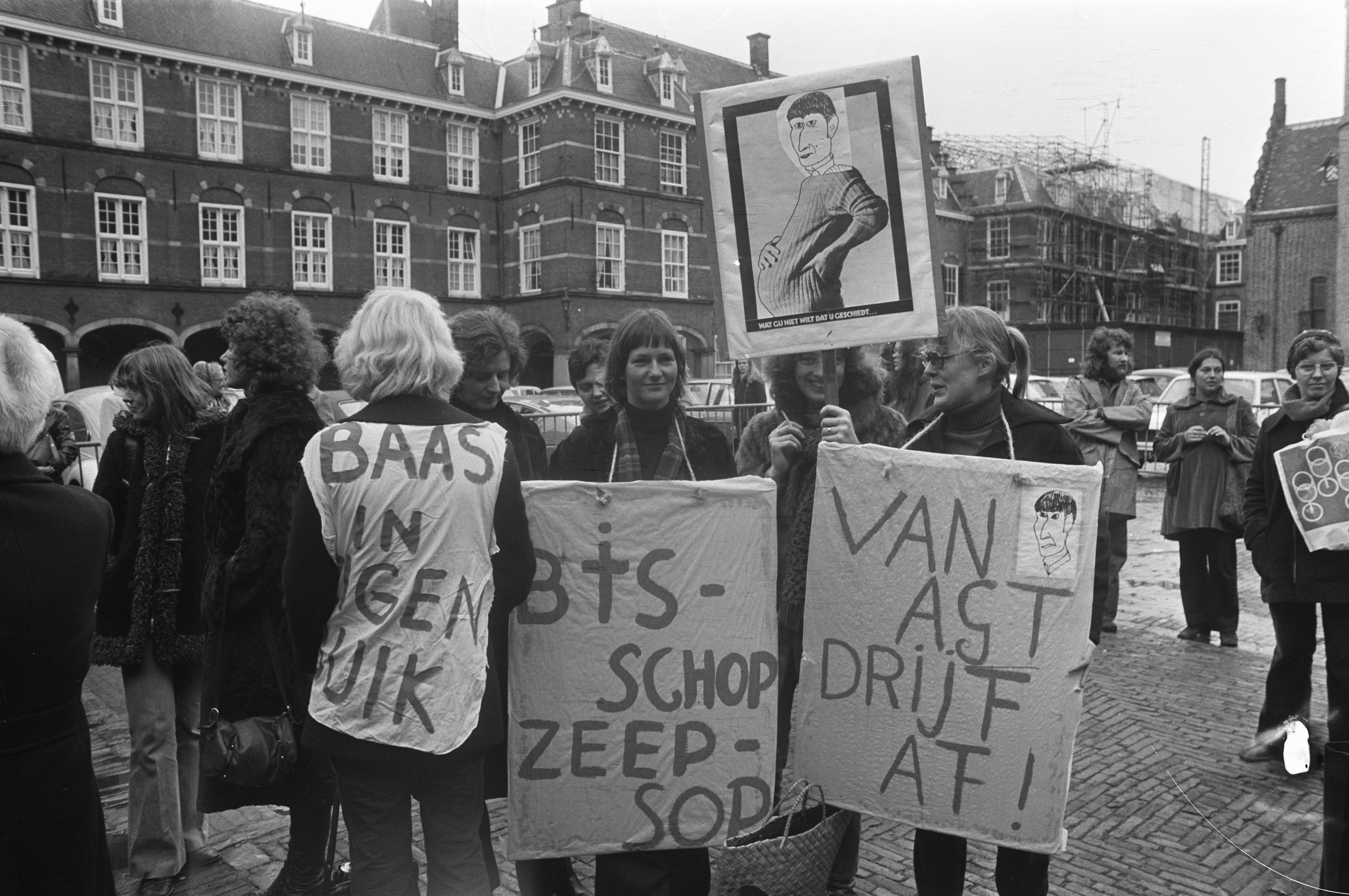
Partidarias del aborto se manifiestan en 1974 en el Binnenhof en relación con la acción del gobierno contra el Bloemenhovekliniek. Una mujer ha escrito "jefa de su propio vientre" en la espalda. La caricatura muestra a una ministra embarazada, Van Agt, quien jugó un papel importante en los intentos de mantener la penalización del aborto.

Una de las últimas actividades importantes fue el día de acción 'Op de Vrouw Af', una colaboración entre varias revistas femeninas, Man Vrouw Maatschappij y Dolle Mina, con un póster de Opland. La acción llegó a su fin en 1977, pero los grupos que se originaron en Dolle Mina continuaron activamente durante muchos años. Ejemplos son el programa de radio Hoor Haar (VARA), Marie es Wijzer (para que las niñas aprendan) y Germaine Groenier con sus programas de radio sobre sexo y jóvenes. Los resultados directos de Dolle Mina son el diseño del Consejo de Emancipación y la existencia de la clínica para abortar Bloemenhovekliniek. Los resultados indirectos son innumerables, incluida otra ley de aborto, la aparición del curso universitario Historia de la mujer y la iniciativa mucho más tarde de Women on Waves.
Las protestas de Dolle Mina duraron durante la década de 1970. Se caracterizaron por su humor, a menudo invirtiendo los roles de género. En 1970, el grupo coorganizó una "Feria de Discriminación" para llamar la atención sobre el tema de la igualdad salarial. Un aspecto central del debate fue la falta de ratificación por parte de los Países Bajos del Convenio OIT-100 de la Organización Internacional del Trabajo, que exigía la igualdad de remuneración por el mismo trabajo. Los Países Bajos ratificaron la OIT-100 en 1971, aunque no tuvo un impacto inmediato.

## Cobertura mediática
Uno de los aspectos más notables del movimiento fue la cobertura de los medios de comunicación. La atención fue crucial para la profesionalidad del movimiento Dolle Mina. Demostró que una protesta bien organizada y bien documentada no solo contribuía a la manifestación en sí misma, sino que también provocó una reacción de los países vecinos, especialmente en los movimientos de emancipación de mujeres belgas y alemanas. Otro grupo conocido también por su uso de los medios era el Man-Vrouw-Maatschappij (MVM), que se traduce como la Sociedad Hombre-Mujer. Este grupo era más profesional y organizado formalmente (con presidente, tesorero y secretario), pero en comparación con Dolle Mina era menos controvertido. El MVM persiguió especialmente sus objetivos a través del camino político, por ejemplo, presionando en los parlamentos nacionales y locales, preparando informes y organizando conferencias. Entre sus acciones hicieron varios segmentos de noticias e imprimieron sus declaraciones para que todos las leyeran. Sin embargo, como se dijo antes, el movimiento de Dolle Mina provocó un verdadero 'mediablitz' con el uso de eventos provocativos u otras formas poco convencionales de transmitir sus declaraciones. Por ejemplo, atar cintas rosadas en los baños masculinos (en su mayoría públicos) o, un enfoque más directo: el secuestro de un realizador de películas que quería organizar un 'concurso de Miss Cine'. A pesar de que estos actos parecen haber tenido una preparación a largo plazo, la mayoría de los actos se llevaron a cabo con días de diferencia entre sí, lo que resultó en semanas de prensa sobre el movimiento Dolle Mina. El movimiento fue especialmente excepcional al proporcionar a los medios noticias 'listas para usar', como la demostración de la cinta rosa. Su uso excepcional de los medios con el uso de golpes y / o materiales de una manera no convencional fue una parte importante del éxito del movimiento.